# Komitet „Fair Play” wobec Kuby
Komitet „Fair Play” wobec Kuby  (Fair Play for Cuba Committee - FPCC)- była to grupa aktywistyczna utworzona w Nowym Jorku w kwietniu 1960 roku. Celem FPCC było zwiększenie poparcia wśród obywateli dla rewolucji kubańskiej, w czasie gdy Fidel Castro zaczął otwarcie przyznawać się do marksizmu, rozpoczynając wywłaszczenie oraz nacjonalizację kubańskich aktywów należących do korporacji amerykańskich. Komitet protestował przeciwko inwazji w Zatoce Świń w 1961 roku, nałożeniu embarga przez USA na Kubę oraz popierał stanowisko Kuby podczas kryzysu kubańskiego w 1962 roku.
Lokalne komitety „Fair Play” zostały założone na terytorium Stanów Zjednoczonych oraz Kanady. Wśród pierwszych zwolenników Komitetu znalazły się znane osoby: William Appleman Williams, Norman Mailer, Allen Ginsberg i Lawrence Ferlinghetti, a także Amerykanie latynoskiego pochodzenia - Waldo Frank oraz Carleton Beals. 
Komitet zyskał rozgłos poprzez działalność w jego szeregach Lee Harvey Oswalda w Nowym Orleanie, który później został oskarżony o zabójstwo prezydenta Stanów Zjednoczonych John F. Kennedy’ego. Jak prawie wszystko, co jest związane z zabójstwem Kennedy’ego, Komitet „Fair Play” wobec Kuby stał się przedmiotem wielu spekulacji.
Komitet był podejrzany o współpracę z Sowietami, mając na celu wsparcie  dla amerykańskich komunistów. Paradoksalnie, był blisko związany z trockistowską Socjalistyczną Partią Robotniczą USA. Pod koniec działalności, Komitet był podejrzewany o znaczną lub całkowitą kontrole ze strony FBI lub innych amerykańskich agencji rządowych. Marionetkowa organizacja miała służyć identyfikacji komunistów oraz ich sympatyków (Część ulotek FPCC Oswalda miało nadruki z adresem „544 Camp Street”. Był to ten sam budynek, w którym swoje biuro miał Guy Banister, ex-agent FBI, zaangażowany w działalność kontrwywiadowczą).
Jim Garrison, podczas swojego śledztwa nad zamachem na Kennedy’ego, sugerował zaangażowanie kilku agencji wywiadowczych w jego działania w Nowym Orleanie.
W rzeczywistości jednak, 544 Camp Street nie był adresem biura Banistera. Wbrew temu, co się czyta w wielu książkach, wejście od 544 Camp Street nie doprowadziło by do biura Guy Banistera na parterze, ale na schody prowadzące na drugie piętro.
W 2002 roku, w swojej książce The Kennedy Conspiracy  (2002), Anthony Summers stwierdził, że dokumenty wskazują, że CIA jak i  FBI przeniknęli do FPCC. Zacytował oficera CIA: „Zrobiliśmy wszystko co mogliśmy by to się nie udało - wymazać... spenetrować,  myślę ze Oswald mógł brać udział w próbie penetracji”. 
Vincent T. Lee zamknął krajowe biuro „Fair Play” w grudniu 1963 roku, gdy właściciel eksmitował organizację ze swojego budynku; rozgłos ws. zabójstwa Kennedy’ego uniemożliwił Komitetowi dalszą działalność.